# تاتارکا (بابکا)
تاتارکا (انگلیسی: Tatarka) یک رودخانه در سرزمین پرم کشور روسیه است.